# Shakespeare (album)
Shakespeare è il primo album in studio del rapper finlandese William, pubblicato il 4 settembre 2020 dalla Sony Finland e M-Eazy.
Il disco è stato supportato dalla hit Penelope, che ha infranto il record per il brano più longevo al numero uno di sempre nella Suomen virallinen lista.

## Tracce
Testi e musiche di William e Aitio, eccetto dove indicato.
1. Intro (FWM) – 1:54 (William, Raphael Ænselm)
2. Kopiokissa – 2:30 (William, Aitio, Joe L)
3. Sama poika (feat. Sexmane) – 3:17 (William, Max Sene, Raphael Ænselm)
4. Penelope (feat. Clever) – 3:03 (William, Clever)
5. Veli (feat. Turisti) – 3:16 (William, ImHoura, Turisti)
6. Homeboi – 2:40 (William, Aitio, Joe L)
7. Wanted (feat. Shrty) – 2:41 (William, Aitio, Lameboy, Shrty)
8. Choo Choo – 3:12
9. Pelkkii voittoi (feat. Cledos) – 3:04 (William, Vladislav Heponen, Fractious Frank)
10. Rukous – 2:44

## Formazione
Musicisti
- William – voce
- Sexmane – voce aggiuntiva (traccia 3)
- Clever – voce aggiuntiva (traccia 4)
- Turisti – voce aggiuntiva (traccia 5)
- Shrty – voce aggiuntiva (traccia 7)
- Cledos – voce aggiuntiva (traccia 9)

Produzione
- Raphael Ænselm – produzione (tracce 1 e 3)
- Aitio – produzione (tracce 2, 4, 6, 7, 8 e 10), registrazione, mastering, missaggio
- Joe L – produzione (tracce 2, 4 e 6)
- ImHoura – produzione (traccia 5)
- Lameboy – produzione (traccia 7)
- Fractious Frank – produzione (traccia 9)

## Classifiche

### Classifiche settimanali
| Classifica (2020) | Posizione massima |
| ----------------- | ----------------- |
| Finlandia         | 1                 |

### Classifiche di fine anno
| Classifica (2020) | Posizione |
| ----------------- | --------- |
| Finlandia         | 9         |